# L’Île-d’Orléans
L’Île-d’Orléans – regionalna gmina hrabstwa (MRC) w regionie administracyjnym Capitale-Nationale prowincji Quebec, w Kanadzie. Stolicą jest parafia Sainte-Famille. Składa się z 6 gmin: 4 gmin (municipalités), 1 wsi i 1 parafii.
L’Île-d’Orléans ma 6 711 mieszkańców. Język francuski jest językiem ojczystym dla 98,2%, angielski dla 1,1% mieszkańców (2011).